# Ctenophora (Xiphuromorpha) sibirica
Ctenophora (Xiphuromorpha) sibirica is een tweevleugelige uit de familie langpootmuggen (Tipulidae). De soort komt voor in het Palearctisch gebied.